# Турки-месхетинцы

Флаг турков-месхетинцев

Турки-месхетинцы или мусульмане-месхетинцы (самоназвание: ахалцихские турки (ахыска тюрклери), йерли (в досоветское время)) — тюркоязычные мусульмане или неоднородная этническая группа спорного происхождения. Они либо считаются тюркизированными грузинами, либо народом, родственным с турками. Происходят из области Месхетия на юго-западе Грузии. Говорят на карсском диалекте турецкого языка.
В настоящее время большая часть турок-месхетинцев возводит своё происхождение к туркам и именует себя «ахыскинские турки» (тур. «ахыска тюpкляpи»).
Верующие исповедуют ислам, большинство мусульмане-сунниты (ханафитский мазхаб).

## Происхождение и самоидентификация
По одной точке зрения турки-месхетинцы являются потомками османских поселенцев. В грузинской  и советской историографии, утверждается, что турки-месхетинцы — это тюркизированные месхетинцы (этнографическая подгруппа грузин), принявшие ислам в период с XVI по 1829 г., когда регион Самцхе-Джавахети (историческая Месхетия) попал под власть Османской империи, однако такая версия является маловероятной, так как более ранние источники указывают как наличие турок в регионе, так и грузин-мусульман, у которых сохранился язык и самосознание..
Существует также версия о том, что турки-ахыска — потомки половецких племен, переселенные царем Грузии Давидом IV, но такая версия не находит в себе исторических подтверждений.
Российский историк С. И. Аккиева касаемо происхождения турок-месхетинцев пишет: «Исследователи Э. Панеш и Л. Ермолов считают, что турки из Месхетии представляют собой особую этническую группу турецкого этноса, которая складывалась в зоне двух этнических территорий — Грузии и Турции. Естественно, что она формировалась из представителей обоих народов и даже в некоторой степени соединила в себе черты культур этих народов. Турецкий компонент оказался более влиятельным. Сегодня среди значительной части турок-месхетинцев вторая точка зрения более распространена, и они считают свое происхождение турецким, а свое подлинное имя — „ахыскинские турки“ (тюpк. „ахыска тюpкляpи“)».
Другой российский автор А. Осипов рассматривая обе версии происхождения, заключает: «В общем можно сказать, что появление в Ахалцихе туркоязычного мусульманского населения могло стать результатом сложных демографических и языковых процессов, хронологически выходящих за рамки периода османского владычества XVII — начала XIX вв. и не сводимых к ассимиляции грузинского населения».
Сегодня большинство месхетинцев, большинство из которых родились за пределами Месхети, называют себя «турками-месхетинцами». Но значительное меньшинство в своей кампании по возвращению в Грузию продолжает называть себя грузинами муслиманами. Турки-месхетинцы, жившие в разных странах, идентифицируют себя по-разному. Некоторые турки-месхетинцы, например, в Азербайджане, чувствуют себя более связанными с турками (согласно Юнусову), в то время как другие, например, в Грузии, яростно отрицают эту связь и подчеркивают свои отличия от турок (согласно Сумбадзе).
С конца 1980-х гг. и по настоящее время среди турок-месхетинцев существуют три направления:
1. Общество «Ватан»[25] (по-турецки «родина»[26]) — настаивает на репатриации месхетинцев в Месхетию как турок без каких-либо предварительных условий относительно их этнической принадлежности. Его сторонники считают «турок-месхетинцев» отдельным и специфическим «народом», но в некоторых случаях подчеркивают их общность с турками Турции. Получают поддержку большинства.
2. Движение желающих эмигрировать в Турцию[25] — Их активная часть организована в анонимную инициативную группу в Азербайджане, общество «Turkiye» в Казахстане и общество «Osmanli Turkler» в Кыргызстане. По их мнению, Турция является их «исторической родиной». Эмиграционное движение поддерживают 20 % месхетинцев.
3. Общество «Хсна»[25] (по-грузински «спасение») — было основано в 1991 году в Кабардино-Балкарии[27] и сейчас объединяет тех, кто считает себя грузинами-мусульманами. «Грузинскую ориентацию» поддерживают 5-10 % месхетинцев.

«Грузинская ориентация» и «эмиграционное движение» находятся в периоде подъема.

## История

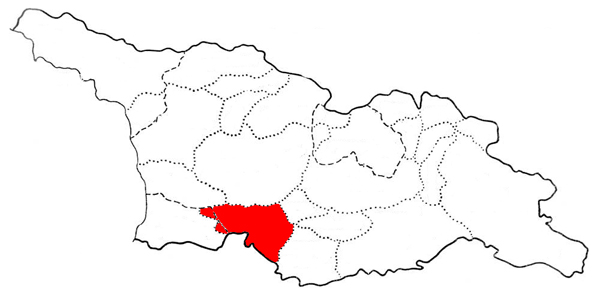
Историческая область Месхети в настоящее время часть региона Самцхе-Джавахети в Грузии

До османского завоевания княжества Самцхе-Саатабаго (Месхетии) жители региона, согласно литературным источникам, были в основном представлены православными христианами, родным языком которых был грузинский. Чтобы сохранить свою власть, доминирующая феодальная семья в регионе Джакели приняла ислам, и член семьи Джакели почти постоянно носил титул паши до упразднения Ахалцихского пашалыка в 1829 году.
После окончания русско-турецкой войны (1828—1829) Российская империя расширила свои границы до «Турецкой Грузии» (Ахалцихский пашалик). В 1886 г. 19,3 % населения Ахалцихского уезда были православные грузины, 18,1 % грузины-католики, 19,4 % двуязычные мусульмане, говорившие как на грузинском, так и на турецком языках, и 43,2 % были тюркоязычными мусульманами. Процесс тюркизации в Месхети продолжался и в XIX веке. С XIX века существовала тесная связь между религией и национальностью, и на рубеже веков большинство мусульман-месхетинцев считали себя скорее турками, чем грузинами, несмотря на свои грузинские имена. Между 1829—1917 гг. Месхетия входила в состав Тифлисской губернии, а затем кратковременно находилась в составе Демократической Республики Грузия (1918—1921 гг.). С 1921 по 1991 год входила в состав Грузинской ССР.
С началом Великой Отечественной войны было мобилизовано практически всё взрослое мужское население (более 40 тыс. человек, 26 тыс. из них погибли), восемь человек из них стали Героями Советского Союза, трое — полными кавалерами Орденов Славы.

### Депортация

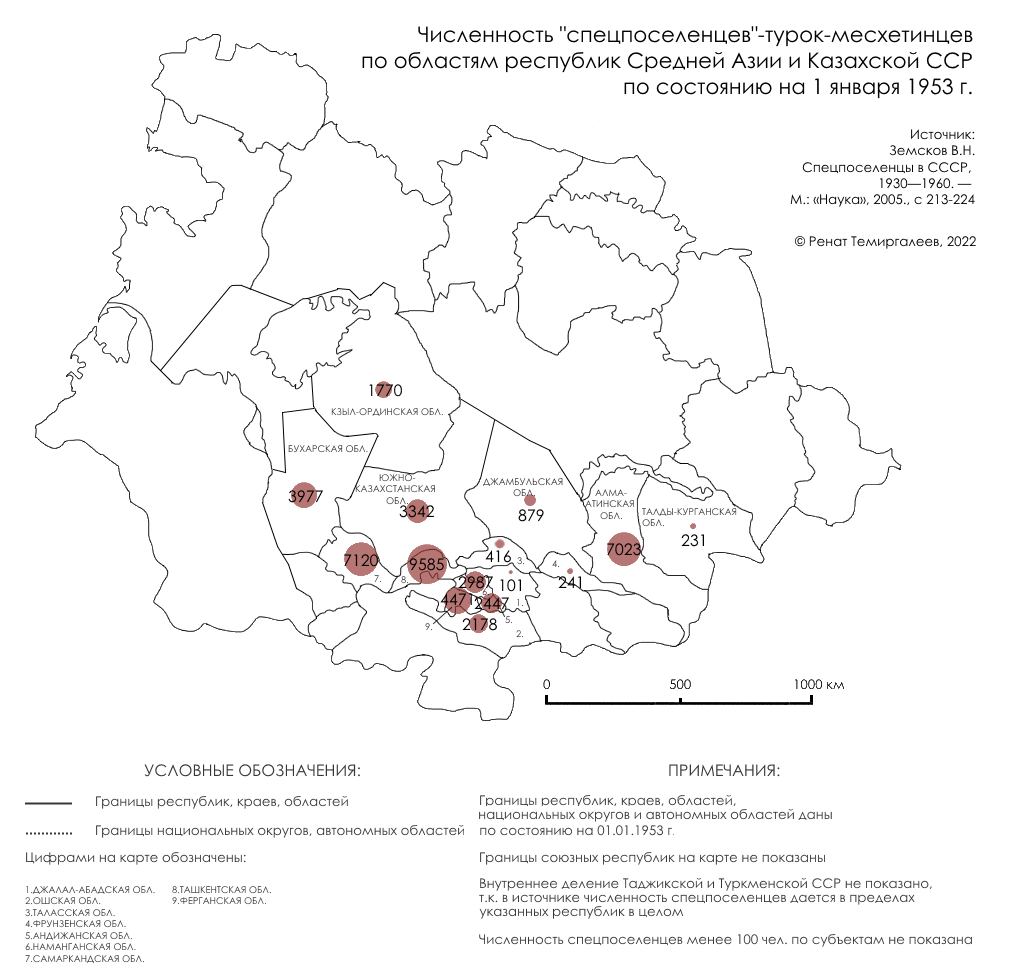
Численность «спецпоселенцев»-турок-месхетинцев по областям республик Средней Азии и Казахской ССР на 1 января 1953 года

В 1944 году турки-месхетинцы были депортированы (вместе с курдами, хемшилами, грузинами-мусульманами месхской субэтнической группы) в Казахстан, Кыргызстан и Узбекистан. Депортация была произведена по ложному доносу и пособничеству не имеющее оснований постановление
```
«в связи с тем, что значительная часть населения была связана с жителями приграничных районов Турции родственными отношениями и проявляла эмиграционные настроения, по обвинению в пособничестве врагам, занятиях контрабандой и служению для турецких разведывательных органов источником вербовки шпионских элементов и насаждения бандитских групп» и по постановлению 
ГКО СССР
 № 6279 от 31 июля 1944 года. Всего было депортировано 115,5 тысяч человек
[
33
]
.
```

В 1956 году с месхетинских турок были сняты ограничения по специальному поселению, но возможности вернуться в Грузию им не было предоставлено. Часть из них стала возвращаться в различные районы Кавказа, в особенности в Кабардино-Балкарскую АССР. Стараниями республиканского аппарата ЦК КПСС Азербайджанской ССР было организовано размещение нескольких тысяч турок-месхетинцев в Саатлинском и Сабирабадском районах Азербайджанской ССР. Но большинство турок-месхетинцев остались в уже обжитых районах Средней Азии и Казахстана.
В результате роста этнического напряжения в июне 1989 года произошёл погром месхетинских турок в Ферганской долине Узбекистана. Это вызвало массовую эвакуацию турок-месхетинцев из Узбекистана в Россию, Казахстан и Азербайджан.

## Диаспора
Сегодня турок-месхетинцев насчитывается от 300 000 до 400 000 человек, которые в основном проживают в следующих странах:
- Казахстан 109 000
- Россия 4 000
- Турция 150 000
- США 16 000
- Азербайджан 38 000[37]
- Кыргызстан 45 000
- Узбекистан 10 000—15 000
- Украина 12 000
- Грузия 2000—5000

### Азербайджан
Азербайджан принял несколько тысяч турок-месхетинцев, однако, ввиду проблемы с беженцами из Нагорного Карабаха, дальнейшее переселение было приостановлено. По данным общества месхетинских турок Азербайджана «Ватан», на 1989 год в стране находилось более 39 тысяч месхетинских беженцев из Средней Азии, большая часть из которых осела в Саатлинском (5,2 тыс.), Сабирабадском (3,7 тыс.), Шемахинском (3 тыс.), Кубинском (2,2 тыс.), Дивичинском, Варташенском, Самухском, Шамхорском, Ханларском районах и городе Гянджа.
Азербайджанские власти всячески поощряли беженцев-месхетинцев переселяться в преимущественно армянонаселённый Нагорный Карабах, где к тому времени уже начался армяно-азербайджанский конфликт, что армянская сторона восприняла как целенаправленную попытку изменения демографической ситуации в регионе.
В феврале 1992 года во время массового убийства жителей азербайджанского города Ходжалы армянскими вооружёнными формированиями, вместе с азербайджанцами погибло несколько десятков турок-месхетинцев из числа обосновавшихся там беженцев.
В Азербайджане фактическая численность турок-месхетинцев намного превышает официальные данные. Причиной послужило то, что в Азербайджане часто турок-месхетинцев записывали как азербайджанцев. По данным общества турок «Ватан», в настоящее время в Азербайджане проживает больше 100 тысяч турок, которые подразделяются на две группы: граждан, зафиксированных как «турки» и «азербайджанцы».
Из турок-месхетинцев происходят участники первой и второй Карабахских войн: Национальный Герой Азербайджана — Искендер Азнауров; Герой Отечественной войны — Мурад Афлатов и Батдал Байрахдаров — уроженец Губинского района Азербайджана.

### Украина
Значительная группа турок-месхетинцев осела также в окрестностях Славянска на Украине, на территории Крестищенского сельского и Райгородского поселкового советов. Так же часть оселились в центральной и южной части Украины. В Одесской, Николаевской, Херсонской областей. 6 тысяч из них массово покинуло страну в 2015 году в ходе войны на Донбассе и переехало в Турцию.

### Турция
В начале 1990-х годов Турция начала программу по приему месхетинских иммигрантов, с заселением их в бедные восточные районы страны, главным образом в Игдыр, где было размещено 150 семей. Это привело к напряжённой ситуации, вызванной недовольством компактно проживающего в этой зоне курдского населения, и программа была приостановлена. С середины 2000-х, не дожидаясь государственной помощи, тысячи турок-месхетинцев устремились в крупные города западной Турции: Бурсу, Анталью, Измир, Айдын, Балыкесир, Стамбул и Чанаккале, где многие из них обратились за десятилетней процедурой оформления гражданства. В декабре 2015 года Турция инициировала проект переселения 3000 турок-месхетинцев из окрестностей г. Славянска, Украина в г. Эрзинджан. В 2015 году в Турцию прибыло 1,6 тысяч месхетинских беженцев из Донбасса, которые были расселены в районе Узюмлю провинции Эрзинджан и районе Ахлат курдонаселённой провинции Битлис. Последнее вызвало недовольство местного курдского населения, усматривающего в этом попытку властей повлиять на демографическую ситуацию в регионе. На 2017 год в стране официально проживало около 80 тысяч турок-месхетинцев из СНГ. В реальности это число значительно больше, так как многие находятся в стране по туристическим визам, а то и вовсе нелегально. По мнению турецкого аналитика Фехима Таштекина, в 2018 году в стране проживало от 100 тысяч до 200 тысяч месхетинских мигрантов, из которых до 2017 года получили турецкое гражданство 585 человек, к 2018 году — уже 24 тысячи человек, а к 2019 году — 30 тысяч. В преддверии выборов 2018 года министр иностранных дел Мевлют Чавушоглу заявил в ходе президентской кампании, что на очереди за гражданством стояло ещё 30 тысяч месхетинцев.

### Россия

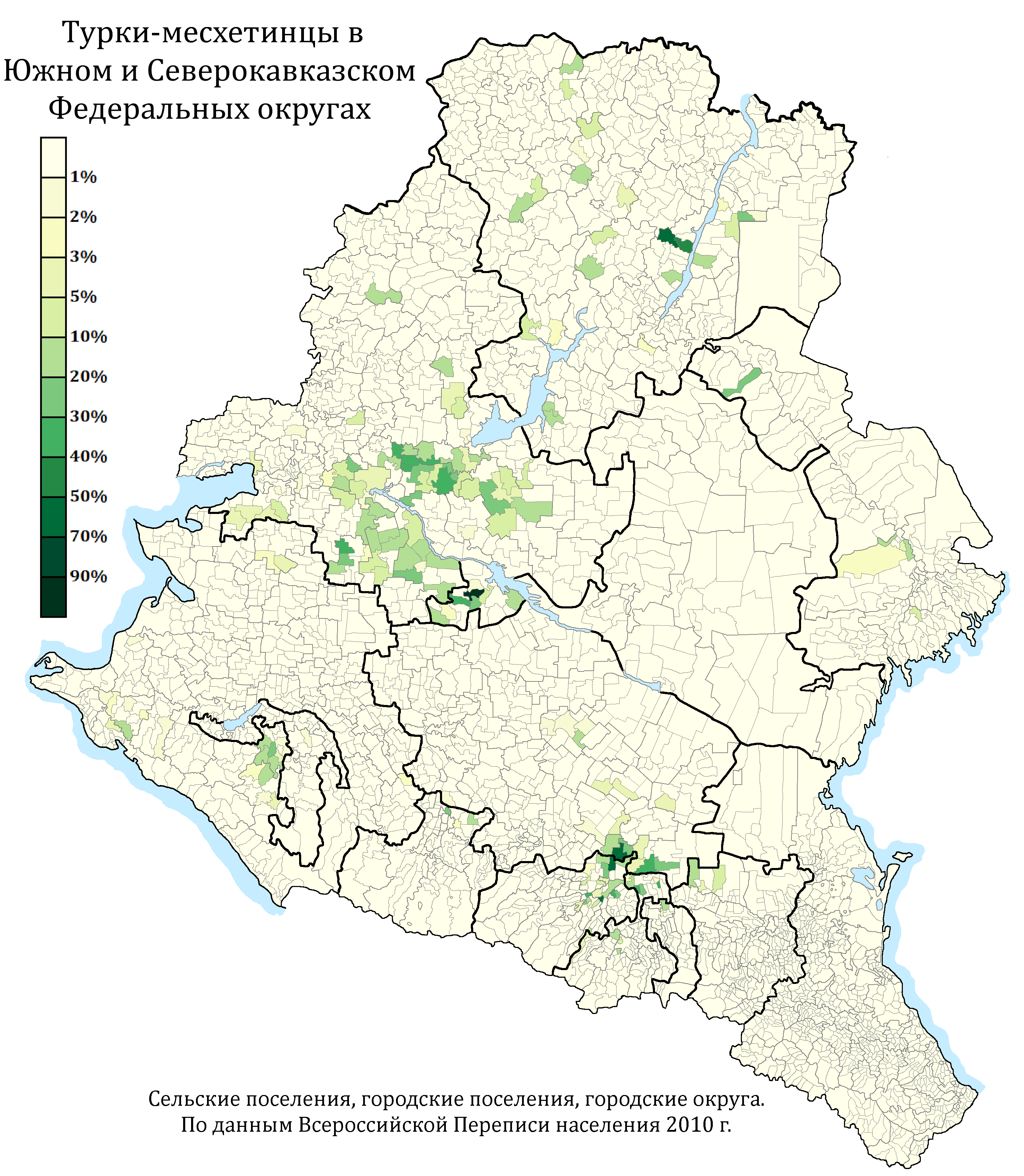
Расселение турок-месхетинцев в ЮФО и СКФО по городским и сельским поселениям в %, перепись 2010 г.

Значительная группа месхетинских турок компактно осела в юго-западных районах Краснодарского края (Абинский, Апшеронский, Белореченский и Крымский районы) и юго-восточных районах Ростовской области (Мартыновский, Сальский, Волгодонской, Багаевский, Весёловский, Семикаракорский, Зимовниковский и Целинский районы). В Ростовановском сельсовете Курского района Ставропольского края составляют большинство населения (50,7 % по переписи 2010 года). Месхетинцы также составляют большинство (62,2 %) в селе Куян (Кабардино-Балкария). Имеют заметное представительство в Яшалтинском районе Республики Калмыкия (14,9 % по переписи 2010 года).
В ноябре 2013 года в Москве прошёл вечер памяти о трагической депортации месхетинских турок в 1944 году из Грузии в Среднюю Азию.

### США
С февраля 2004 года, при содействии неправительственных российских правозащитных организаций и США, Международная организация по миграции начала программу по переселению турок-месхетинцев из Краснодарского края в США. На сентябрь 2005 года около 21 тысячи лиц подали заявления об участии в программе и 5 тысяч переехали в города Портленд, Филадельфия, Атланта, Ноксвилл, Уокешо, Кент: всего более чем в 60 городов Америки. На 2014 год только в городе Дейтон проживало 2,5 тысяч турок-месхетинцев. Большую работу взял на себя Комитет по правам человека из города Новороссийска. На данный момент программа приостановлена.

### Грузия
22 июня 2007 года Парламент Грузии принял законопроект о репатриации месхетинских турок, проживавших на юге Грузии и переселенных в республики Средней Азии: «О репатриации лиц, насильно переселенных властями СССР из Грузии в 40-х годах XX века». В соответствии с законопроектом желающие репатриироваться в Грузию должны были до 1 января 2009 года предоставить документы в посольства Грузии в странах своего пребывания, но количество одобренных властями Грузии заявлений на данный момент невелико.

## Культура

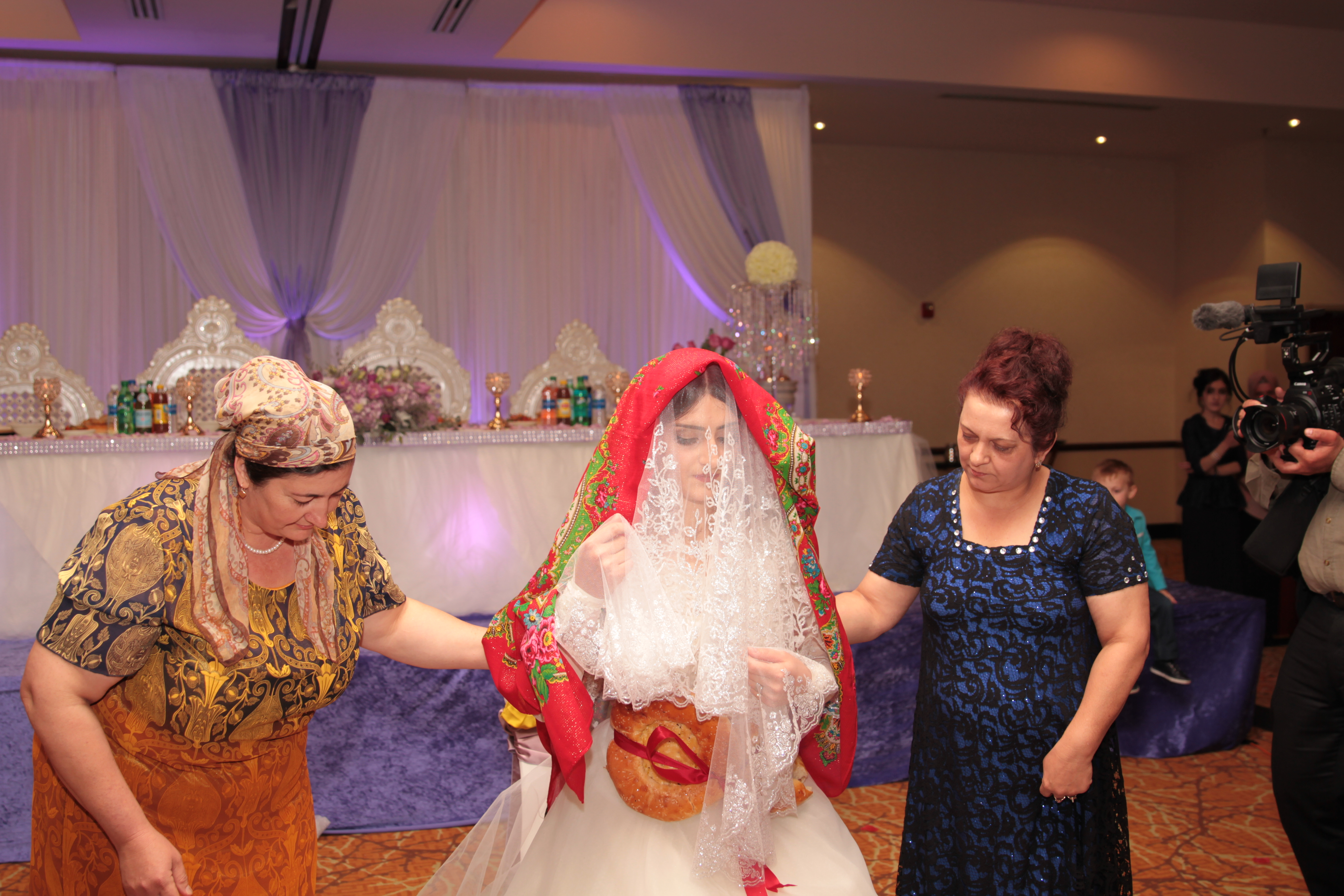
Невеста турок-ахыска

### Язык
Турки-месхетинцы говорят на одном из восточно-анатолийских диалектов турецкого языка. Некоторые учёные выдвигают предположение о существовании особого языка месхетинских турок, что, впрочем, поддерживается только частью специалистов языковедов-тюркологов. Согласно такой теории считается, что язык месхетинских турок является непосредственным продолжением старотурецкого языка, на котором говорило тюркоязычное население Анатолии в средние века. Как утверждают месхетинцы, входящие в прогрузинскую организацию «Хсна», словарный запас турок-месхетинцев на 30 % состоит из картвельских (грузинских) слов.
До 85 % турок-месхетинцев свободно владеют русским языком.
Для практической записи языка турок-месхетинцев часто употребляется кириллический алфавит. Так, в вышедшем в 2011 году словаре употребляется русский алфавит с добавлением знаков Ғ ғ, Җ җ, Ө ө, Ү ү, Ә ә. Другой вариант алфавита использован в пособии по основам ислама, вышедшем в Стамбуле в 2019 году — там использованы дополнительные буквы Ғ ғ, Қ қ, Ў ў, Ҳ ҳ.